# 黄士陵

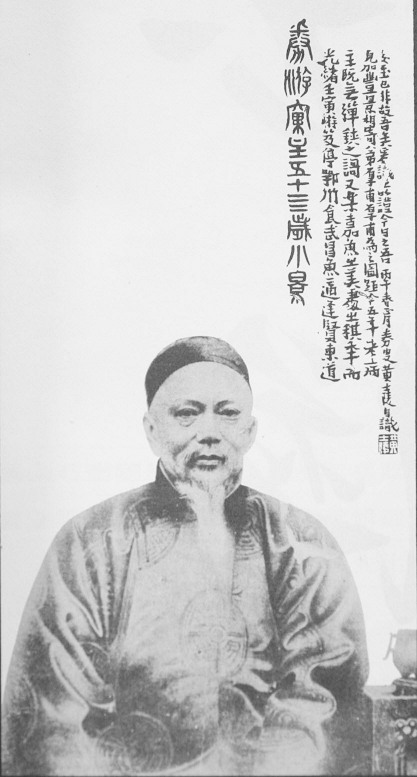
黄士陵

黄 士陵（こう しりょう、1849年 - 1908年）は、中国清朝末期の篆刻家・書家である。
字は穆甫・穆父・牧甫、号は黟山人・倦叟。徽州府黟県の人。

## 略伝
幼年期は父の黄徳華（仲龢）から詩文や学問を受け、篆刻を習った。太平天国の乱にあって両親を失ってしまい、南昌に移住した。
光緒8年（1882年）に広州に行き長善（チャンシャン）の幕下で篆刻、書画制作で活躍した。秦祖永著桐陰論画の題字（1882年）も書いている。光緒11年（1885年）に推薦を受けて北京の国子監に遊学でき、盛昱・王懿栄・呉大澂などと交友が生まれ芸術活動に大きな刺激となった。国子監祭酒盛昱の命で石鼓文の模刻に従事した。光緒13年（1887年）、張之洞と呉大澂が広東で広雅書局を設立したときに招かれ、その後14年間勤務しながら篆刻や書画に励んだ。1902年には端方（ドゥワンファン）の幕下で武昌に滞在、1904年には故郷に戻った。
金石文に精しく、篆書は周秦の鐘鼎文（古代中国の青銅器に刻まれた文字）に、 楷書は鍾繇・王羲之に六朝造像（六朝時代に作られた石仏）の文字を加えて風格のある書法で一派を成した。篆刻は最初鄧派に倣ったが、やがて金石文の研究から独自性が発揮され篆刻界に新境地を拓いた。絵画では、古代青銅器を西洋画の技法をとりいれて精密に描いた作品が有名である。また、西洋画を取り入れた独自の花卉画も画いた。
弟子に羅復堪（敷庵）・李尹桑などがいる。
著に印譜『般若波羅密多心経印譜』1冊（光緒初年頃）があり、後に息子の黄廷栄（少牧）が西泠印社から『黟山人黄穆甫先生印存』上下2冊 石印本（1935年）を出版している。